# Niall Horan
Niall James Horan (/ˈnaɪəl ˈhɔːrɪn/) (sinh ngày 13 tháng 9 năm 1993) là một ca sĩ và nhạc sĩ người Ireland, được biết đến nhiều nhất với vai trò là thành viên của ban nhạc nam One Direction. Năm 2016, Horan ký hợp đồng thu âm với tư cách là nghệ sĩ solo với Capitol Records.
Năm 2010, Horan đã tham gia thử giọng với tư cách là nghệ sĩ solo cho loạt thứ bảy của cuộc thi ca hát điện ảnh Anh The X Factor.. Anh đã thất bại trong việc tiến bộ về thể loại "Boys" tại các "nhà của các giám khảo", nhưng sau khi giám khảo Nicole Scherzinger gợi ý rằng Niall tham gia One Direction, với Harry Styles, Zayn Malik, Liam Payne và Louis Tomlinson, nhóm đã trở thành hiện thực. Nhóm nhạc năm thành viên đã lọt vào vòng chung kết và đứng ở vị trí thứ ba. Mặc dù họ không giành chiến thắng, One Direction đã được Simon Cowell kí hợp đồng với hãng thu âm Syco.. Ban nhạc đã phát hành năm album thành công về mặt thương mại, trình diễn trên bốn chuyến lưu diễn khắp thế giới, và đã giành được "This Town" và "Slow Hands", được đưa vào album sắp ra mắt của anh.
Trong sự nghiệp của mình với tư cách là thành viên của One Direction, Horan đã cùng sáng tác nhiều bài hát cho tất cả năm album của họ, bao gồm cả các đĩa đơn "Story of My Life" và "Night Changes". Anh cũng chơi guitar cho Take Me Home.

## Tiểu sử
Niall James Horan sinh ngày 13 tháng 9 năm 1993 tại Mullingar, Ireland. Cha mẹ của anh, Bobby Horan và Maura Gallagher, ly dị khi cậu mới năm tuổi, nên cậu và anh trai Greg Horan phải sống trong cả hai ngôi nhà trong một thời gian. Sau đó, họ quyết định di chuyển chắc chắn với cha mình. Cậu đã học trường tiểu học của Trường Trung học Quốc gia St. Kenny, và khi còn nhỏ, Coláiste Mhuire, một cậu bé Công giáo Trường học mà cả hai đều nằm trong hoặc gần Mullingar. Horan bắt đầu chơi guitar khi anh trai của anh ấy có một ngày Giáng sinh nhưng không chơi được, vì vậy Horan bắt đầu chơi với nó và tự học cách làm điều đó bằng cách chơi nó trên YouTube. Dì của anh khám phá ra tài năng của mình vào một ngày nọ khi cô ấy ở trong xe với Niall khi anh ấy bắt đầu hát. Ban đầu cô nghĩ rằng đài phát thanh đã được bật. Là một thiếu niên, anh biểu diễn tại Trung tâm Nghệ thuật Mullingar (trong một quỹ gây quỹ cho đội bóng địa phương, Shamrocks). Anh cũng đã đóng một khe hỗ trợ với cựu thí sinh X Factor Lloyd Daniels và câu lạc bộ nổi tiếng ở Dublin.

## Sự nghiệp âm nhạc

### 2010: X Factor
Năm 2010, khi mới mười sáu tuổi, Niall đã tham gia thử giọng cho loạt phim seventh series của The X Factor thứ tám tại Dublin. Anh đã hát "So Sick", và nhận được ý kiến hỗn hợp từ các giám khảo. Louis Walsh đã ủng hộ ông, nhưng Cheryl Cole và thẩm phán khách Katy Perry, cảm thấy ông cần một thời gian để phát triển. Simon đã bỏ phiếu cho anh ta thông qua, Cheryl nói không, và Louis nhanh chóng thêm vào của mình, và để lại số phận của Niall lên đến Katy. Cô ấy quyết định bỏ phiếu đồng ý, và Niall đã được đưa qua bootcamp.
Tại bootcamp, Niall đã hát "Champagne Supernova", nhưng không đủ điều kiện cho thể loại "Boys". Sau khi có ý kiến từ thẩm phán Nicole Scherzinger, Niall được đưa vào một nhóm với bốn chàng trai khác, người cũng không thành công trong cuộc thi, nhưng vì họ quá giỏi để buông bỏ, các thẩm phán đã đồng ý với Nicole. Niall, cùng với Harry Styles, Liam Payne, Louis Tomlinson và Zayn Malik, đã thành lập One Direction. Các phong cách xuất hiện với tên ban nhạc, điều mà anh nghĩ sẽ nghe tốt khi người phát ngôn Peter Dickson đọc tên của họ trên các chương trình trực tiếp. Sau đó, nhóm họp nhau trong hai tuần để quen biết nhau và luyện tập. Với bài hát đủ tiêu chuẩn của họ tại "nhà của thẩm phán" và bài hát đầu tiên của nhóm, One Direction đã hát một bản acoustic của "Torn". Simon Cowell sau đó nhận xét rằng buổi trình diễn đã thuyết phục ông rằng nhóm "tự tin, vui vẻ, giống như một nhóm bạn, và cũng không kém phần sợ hãi." Trong bốn tuần đầu của chương trình trực tiếp, họ là hành động cuối cùng của Cowell trong cuộc thi. Trong suốt cuộc thi, ban nhạc biểu diễn nhiều ca khúc khác nhau như "My Life Would Suck Without You" và Bonnie Tyler's "Total Eclipse of the Heart" của Bonnie Tyler, nhanh chóng nổi tiếng ở Anh. Tuy nhiên, họ đã đứng ở vị trí thứ ba, đứng sau Á hậu Rebecca Ferguson và người chiến thắng Matt Cardle.

### 2010-16: Đột phá với One Direction

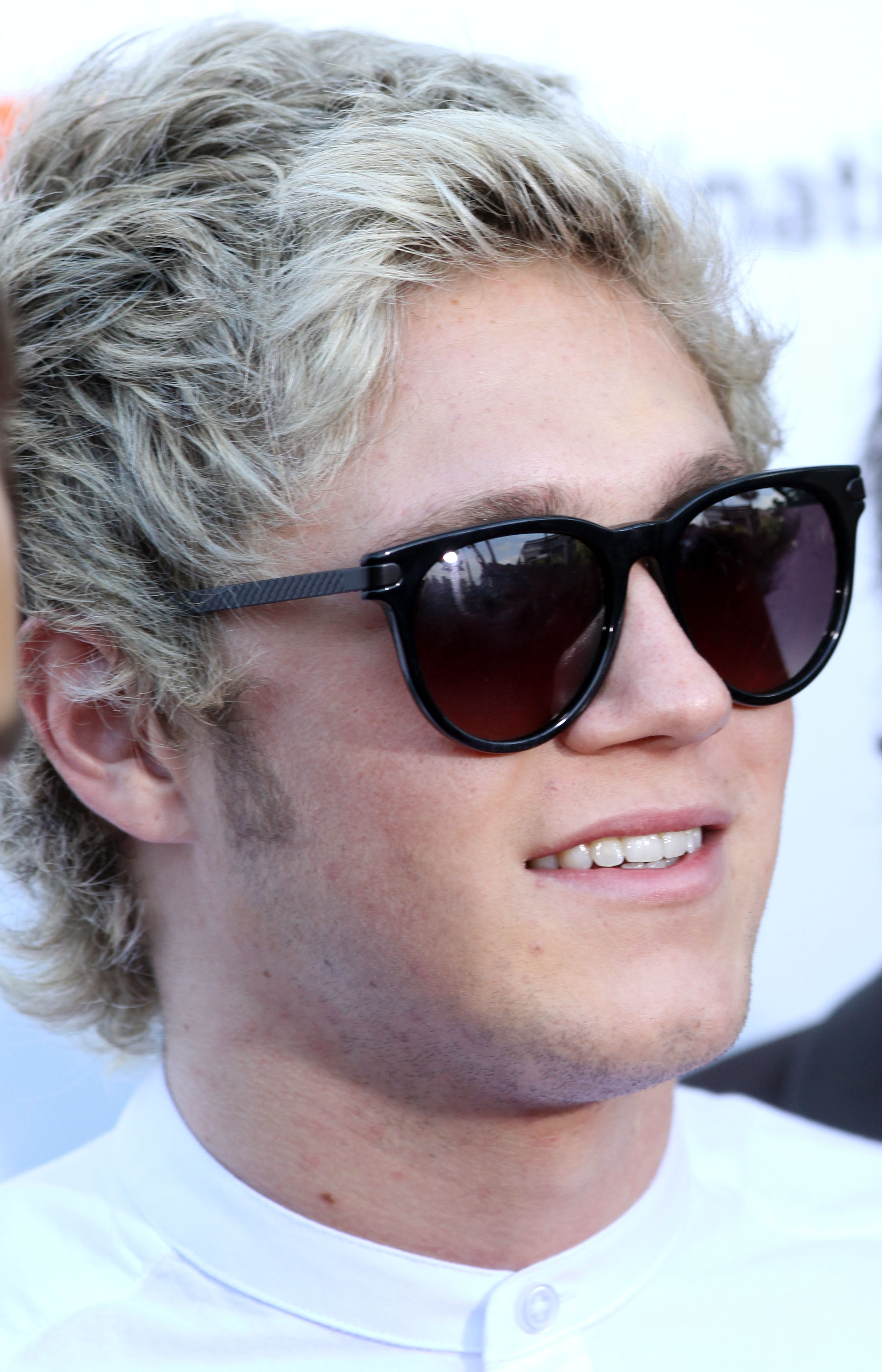
Horan tại Giải thưởng ARIA Music năm 2014, Sydney, ngày 26 tháng 11 năm 2014

Theo The X Factor, một hướng đã được ký kết bởi Cowell với hợp đồng 2 triệu bản được báo cáo Syco. Họ bắt đầu thu âm album đầu tay vào tháng 1 năm 2011, họ bay tới Los Angeles để thu âm. Vào tháng 2 năm 2011, ban nhạc nam và những thí sinh khác trong bộ phim đã tham gia The X Factor Live Tour. Trong suốt chuyến lưu diễn, nhóm đã biểu diễn cho 500.000 người trên toàn nước Anh. Sau khi tour diễn kết thúc vào tháng 4 năm 2011, nhóm tiếp tục làm việc với album đầu tay. Việc ghi âm diễn ra ở Stockholm, London và Los Angeles, trong khi One Direction làm việc với các nhà sản xuất Carl Falk, Savan Kotecha, Steve Mac và Rami Yacoub, và những người khác.
Năm 2011, họ phát hành album studio đầu tiên, 'Up All Night. Nó ra mắt ở vị trí đầu bảng Billboard 200 của Mỹ, bán được 176.000 bản trong tuần đầu tiên. Điều này dẫn đến One Direction trở thành ban nhạc Anh đầu tiên ra mắt album studio đầu tiên ở vị trí số một. Đĩa đơn đầu tiên của họ, "What Makes You Beautiful", đạt vị trí quán quân ở Ireland, Mexico và Anh. [7] [8] [9] Những single tiếp theo, "Gotta Be You", "One Thing" và "More than This", đã thành công vừa phải, thành công ở một số nước, nhưng không thành công ở những nước khác  Để quảng bá cho album, họ bắt tay vào Up All Night Tour và phát hành DVD của tour diễn, Up All Night: The Live Tour.
Vào tháng 11 năm 2012, họ phát hành album studio thứ hai của họ, Take Me Home.. Album này có sự tiếp đón tốt hơn album đầu tiên của họ, đạt vị trí quán quân ở Anh và trở thành album đầu tiên đứng đầu bảng xếp hạng Anh. Nó cũng đạt vị trí đầu tiên ở Úc, Canada, Hoa Kỳ, Ireland và New Zealand  "Live While We're Young", một trong những single, đạt vị trí số một ở Ireland và New Zealand, trong khi "Little Things" đạt vị trí số một ở Anh  Đĩa đơn thứ ba, "Kiss You", đã xuất hiện trên nhiều bảng xếp hạng, nhưng chưa bao giờ đứng đầu. Ngoài ra, họ bắt tay vào chuyến lưu diễn thứ hai của họ, Take Me Home Tour, bao gồm bốn lục địa. Bộ phim This Is Us của họ, đạo diễn Morgan Spurlock, đã bị bắn trong suốt chuyến lưu diễn. Bộ phim thu về hơn 30 triệu đô la trên toàn thế giới vào ngày đầu tuần đầu tiên trong rạp chiếu phim.
Họ cũng hát bài của Blondie tựa là "One Way or Another" và The Undertones' "Teenage Kicks" gọi là "One Way or Another (Teenage Kicks)", để gây quỹ cho Comic Relief.
Album phòng thu thứ ba của nhóm, Midnight Memories, đã được phát hành vào ngày 25 tháng 11 năm 2013. Album thứ tư của họ, Four, đã được phát hành vào ngày 17 tháng 11 năm 2014. Album này là album cuối cùng của One Direction với 5 phần. Album thứ năm của họ, Made in the A.M, đã được phát hành vào ngày 13 tháng 11 năm 2015. Nó đã đứng ở vị trí số một tại một số quận bao gồm cả Vương quốc Anh, đánh bại Mục đích của Justin Bieber. Album này là album cuối cùng của One Direction trước khi bị gián đoạn.

### Năm 2016-hiện tại: Album solo ra mắt
Tháng 9 năm 2016, Horan đã tuyên bố ký hợp đồng solo với Capitol Records. Vào ngày 29 tháng 9 năm 2016, Horan phát hành single solo đầu tay "This Town". Kể từ khi phát hành, nó đã đạt vị trí số 9 trên bảng xếp hạng Anh, [27] và số 20 trên Billboard Hot 100.
Vào ngày 4 tháng 5 năm 2017, Horan phát hành đĩa đơn thứ hai "Slow Hands". Trong một cuộc phỏng vấn với Entertainment Weekly, Horan cho biết album mới sắp tới của anh được lấy cảm hứng từ các tác phẩm rock cổ điển, bao gồm Fleetwood Mac và The Eagles, "Bất cứ khi nào tôi cầm cây guitar, tôi sẽ luôn luôn chơi nhạc tự nhiên, và ngón tay chọn rất nhiều Và chơi kiểu folky phong cách đó. " Anh cũng mô tả bộ sưu tập này như một" folk-with-pop cảm thấy nó ".

## Ảnh hưởng
Trong một cuộc phỏng vấn với Digital Spy, Horan đã trích dẫn Michael Bublé là một trong những ảnh hưởng lớn nhất của anh bởi vì họ có lịch sử cuộc sống tương tự, khi anh được phát hiện bởi dì của ông và điều tương tự đã xảy ra với Bublé, ngoại trừ ông được cha khám phá.
Horan cũng tuyên bố rằng anh là một "fan hâm mộ nhạc swing rất lớn", trích dẫn các nghệ sĩ yêu thích của mình như Frank Sinatra, Dean Martin, và Bublé.. Horan thích nhạc rock và là fan của The Eagles, Fleetwood Mac, Bon Jovi, và The Script.

## Cuộc sống cá nhân
Cha mẹ Horans đã ly dị và mẹ anh đã tái hôn. Anh có một anh trai tên là Greg. Horan là người ủng hộ giải Football League Championship ở Derby County. Niall là một fan hâm mộ lớn của môn golf; Anh có thể được nhìn thấy ở các sự kiện golf rất nhiều và đã tham gia vào giải đấu BMW PGA Championship Pro-Am tại Wentworth. Anh cũng thích xem tennis và cricket đôi khi; Anh đã có hai lần liên tiếp tham gia Australian Open và anh ấy cũng là bạn của Novak Djokovic và là người ủng hộ đội cricket Ireland.
Horan rất thích chơi một số môn thể thao khi lớn lên, bao gồm golf, bóng đá và bóng đá Gaelic. Vào mùa hè năm 2010, trong khi chơi bóng đá với bạn bè, Horan bị chấn thương đầu gối và được chẩn đoán bằng đầu gối nổi. Vấn đề này lặp lại nhiều lần trong vài năm tới, bao gồm một sự kiện năm 2013, nơi anh đã vướng vào đầu gối của mình trong một buổi hòa nhạc ở Antwerp, Bỉ. Horan đã đến Mỹ để làm phẫu thuật tái tạo lớn vào tháng 1 năm 2014, sau khi tour diễn kết thúc. Sau cuộc giải phẫu, Horan được huấn luyện viên José Mourinho của Chelsea mời tham gia cuộc thi thể dục thể hình với Chelsea. Horan đã trải qua hơn bảy tuần liệu pháp vật lý với các thành viên trong nhóm và chuyên gia trị liệu vật lý của họ tại sân tập của họ ở Surrey.
Horan đã tham gia vào thế giới thể thao nhiều lần trên các phương tiện truyền thông xã hội và vào ngày 8 tháng 4 năm 2015, ông đã thuê cadence cho vận động viên golf chuyên nghiệp Rory McIlroy cho cuộc thi Par 3 trước Cuộc thi Masters Masters vào năm 2015 tại Augusta, Georgia. Một đoạn video của Horan mất thăng bằng trong một cuộc phỏng vấn trên truyền hình với McIlroy đã lan truyền khắp Internet trong vài ngày sau khi giải đấu, khiến chính Horan phải tweet về sự sụp đổ này Augusta, Georgia.
Năm 2016, Horan và nghệ sĩ chơi gôn Justin Rose đã tạo ra "Horan và Rose Gala", một sự kiện từ thiện hỗ trợ cho Nghiên cứu Ung thư Trẻ em Anh và Teens. Sự kiện được tổ chức bởi Kirsty Gallagher và Gaby Logan ở London, với bữa tối do Jamie Oliver nấu và buổi biểu diễn của Olly Murs vào ngày 29 và 30 tháng 5. Vào ngày 12 tháng 4, Rose đã đăng một bức ảnh của anh ta và Horan viết bài hát cho sự kiện này.
Vào tháng 4 năm 2016, Horan được thông báo sẽ tham gia vào quỹ trợ giúp Soccer Aid 2016 cho UNICEF với tư cách là trợ lý và cầu thủ của đội Rest of the World. Nhóm của ông sẽ bao gồm Claudio Ranieri, Gordon Ramsay, Michael Sheen, Nicky Byrne, và Rickie Haywood Williams, trong số những người khác. Đội của Horan sẽ chơi với đồng đội Louis Tomlinson, người đang chơi cho đội tuyển Anh.